# ルイス・カーニ
ルイス・カーニ（Luiz Cane、1981年4月2日 - ）は、ブラジルの男性総合格闘家。サンパウロ州サンパウロ出身。ジ・アーモリー所属。ルイス・ケインとも表記される。

## 来歴
ブラジル国内では、ムエタイで州王者、ブラジリアン柔術では全国王者となった。
2005年11月5日、プロ総合格闘技デビュー。

### UFC
2007年12月29日、UFC 79でUFCデビューを果たすも、ジェームス・アーヴィンに反則で失格負けとなった。
2008年6月7日、UFC 85でジェイソン・ランバートにTKO勝ち。10月18日にはUFC 89でソクジュにTKO勝ちを収めノックアウト・オブ・ザ・ナイトを受賞した。
2009年4月18日、UFC 97で元WEC世界ライトヘビー級王者スティーブ・キャントウェルに判定勝ちを収めた。11月21日、UFC 106でアントニオ・ホジェリオ・ノゲイラと対戦し、左フックでダウンしたところにパウンドで追撃されTKO負けを喫した。
2010年5月29日、UFC 114でシリル・ディアバテと対戦し、パウンドによるTKO負けを喫した。
2012年10月13日、ミドル級転向初戦となったUFC 153でクリス・カモージーと対戦し、0-3の判定負け。2連敗となりUFCからリリースされた。

## 戦績
| 総合格闘技 戦績 | 総合格闘技 戦績 | 総合格闘技 戦績 | 総合格闘技 戦績 | 総合格闘技 戦績 | 総合格闘技 戦績 | 総合格闘技 戦績 |
| --------------- | --------------- | --------------- | --------------- | --------------- | --------------- | --------------- |
| 20 試合         | (T)KO           | 一本            | 判定            | その他          | 引き分け        | 無効試合        |
| 14 勝           | 11              | 1               | 2               | 0               | 0               | 1               |
| 5 敗            | 3               | 0               | 1               | 1               | 0               | 1               |

| 勝敗 | 対戦相手                         | 試合結果                                   | 大会名                             | 開催年月日     |
| ○    | フェリペ・シウバ                 | 1R 0:49 TKO（パンチ連打）                  | Shooto Brazil 54                   | 2015年5月17日  |
| ○    | ファビオ・シウバ                 | 5分3R終了 判定3-0                          | Standout Fighting Tournament 2     | 2013年11月29日 |
| ○    | ロドニー・ウォーラス             | 1R 3:56 KO（打撃）                         | Standout Fighting Tournament       | 2013年9月20日  |
| ×    | クリス・カモージー               | 5分3R終了 判定0-3                          | UFC 153: Silva vs. Bonnar          | 2012年10月13日 |
| ×    | スタニスラブ・ネドコフ           | 1R 4:20 TKO（スタンドパンチ連打）          | UFC 134: Silva vs. Okami           | 2011年8月27日  |
| ○    | エリオット・マーシャル           | 1R 2:15 TKO（パウンド）                    | UFC 128: Shogun vs. Jones          | 2011年3月19日  |
| ×    | シリル・ディアバテ               | 1R 2:13 TKO（右ストレート→パウンド）       | UFC 114: Rampage vs. Evans         | 2010年5月29日  |
| ×    | アントニオ・ホジェリオ・ノゲイラ | 1R 1:56 TKO（左フック→パウンド）           | UFC 106: Ortiz vs. Griffin 2       | 2009年11月21日 |
| ○    | スティーブ・キャントウェル       | 5分3R終了 判定3-0                          | UFC 97: Redemption                 | 2009年4月18日  |
| ○    | ソクジュ                         | 2R 4:15 TKO（右フック→パウンド）           | UFC 89: Bisping vs. Leben          | 2008年10月18日 |
| ○    | ジェイソン・ランバート           | 1R 2:07 TKO（スタンドパンチ連打）          | UFC 85: Bedlam                     | 2008年6月7日   |
| ×    | ジェームス・アーヴィン           | 1R 1:51 失格（グラウンドの膝蹴り）         | UFC 79: Nemesis                    | 2007年12月29日 |
| ○    | ジェームス・ダミアン・ステリー   | 1R 2:45 KO（膝蹴り）                       | Art of War 3                       | 2007年9月1日   |
| ○    | ヴァグネル・ヒベイロ             | 1R 2:53 ギブアップ（サッカーボールキック） | Minotauro Fights 5                 | 2006年12月9日  |
| ○    | ジョアン・アッシ                 | 1R 3:41 TKO（パンチ連打）                  | Fury FC 2: Final Combat            | 2006年11月30日 |
| ○    | チアゴ・カルドーゾ               | TKO（パンチ連打）                          | Mega Fight 3                       | 2006年10月21日 |
| ○    | ヒカルド・カポエイラ             | 1R 2:25 TKO（パンチ連打）                  | Predador FC 2                      | 2006年8月11日  |
| ○    | モーリス・イゴール               | TKO                                        | Coliseu Fight                      | 2006年7月22日  |
| ○    | アンドレ・グスタボ               | 1R KO（タオル投入）                        | Estancia Fight 2                   | 2006年5月28日  |
| －   | マルセロ・アルファヤ             | 1R ノーコンテスト                          | Campeonato Brasileiro de Vale-Tudo | 2005年11月5日  |

## 表彰
- ブラジリアン柔術 黒帯
- UFC ノックアウト・オブ・ザ・ナイト（1回）